# سيغاماري ديارا
سيغاماري ديارا (بالفرنسية: Sigamary Diarra)‏ (مواليد 10 يناير 1984 في فيلبينتي - فرنسا) لاعب كرة قدم مالي يلعب حاليا لصالح نادي الدرجة الأولى لوريان الفرنسي منذ 2009 في مركز الوسط المهاجم كما يجيد اللعب في مركز المهاجم . .

## روابط خارجية
- سيغاماري ديارا على موقع الاتحاد الدولي (مؤرشف)  (الإنجليزية)
- سيغاماري ديارا على موقع قاعدة بيانات كرة القدم.إي يو (الإنجليزية)
- سيغاماري ديارا على موقع ناشيونال فوتبول تيمز (الإنجليزية)
- سيغاماري ديارا على موقع Soccerway.com (الإنجليزية)
- سيغاماري ديارا على موقع عالم كرة القدم.نت (الإنجليزية)
- سيغاماري ديارا على موقع GSA (الإنجليزية)